# Nottingham Challenger II 2025
Il Nottingham Challenger II 2025 è stato un torneo maschile di tennis professionistico. È stata la 3ª edizione del torneo, facente parte della categoria Challenger 50 nell'ambito dell'ATP Challenger Tour 2025, con un montepremi di 54 000 €. Si è giocato dal 7 al 13 luglio 2025 sui campi in erba del Nottingham Tennis Centre di Nottingham, nel Regno Unito.

## Partecipanti

### Teste di serie
| Nazionalità | Giocatore             | Ranking* | Testa di serie |
| ----------- | --------------------- | -------- | -------------- |
| Francia     | Hugo Grenier          | 175      | 1              |
| Regno Unito | Johannus Monday       | 224      | 2              |
| Regno Unito | Oliver Crawford       | 248      | 3              |
| Regno Unito | Ryan Peniston         | 263      | 4              |
| Regno Unito | Jack Pinnington Jones | 281      | 5              |
| Francia     | Matteo Martineau      | 292      | 6              |
| Regno Unito | George Loffhagen      | 293      | 7              |
| Regno Unito | Alastair Gray         | 374      | 8              |

* Ranking al 30 giugno 2025.

### Altri partecipanti
I seguenti giocatori hanno ricevuto una wild card per il tabellone principale:
- Ben Jones
- Charlie Robertson
- Connor Thomson

Il seguente giocatore è entrato in tabellone come alternate:
- Il'ja Ivaška

I seguenti giocatori sono passati dalle qualificazioni:
- Nicolai Budkov Kjær
- Patrick Zahraj
- Lui Maxted
- Patrick Brady
- Axel Nefve
- Tom Hands

## Punti e montepremi
| Torneo    | Torneo              | V     | F     | SF    | QF    | 2T  | 1T  | Q | Q2  | Q1  |
| Singolare | Punti               | 50    | 25    | 14    | 8     | 4   | 0   | 3 | 1   | 0   |
| Singolare | Premi in denaro (€) | 7 530 | 4 420 | 2 575 | 1 545 | 900 | 560 | – | 180 | 110 |
| Doppio    | Punti               | 50    | 25    | 14    | 8     | –   | 0   | – | –   | –   |
| Doppio    | Premi in denaro (€) | 1 900 | 1 110 | 670   | 390   | –   | 225 | – | –   | –   |

## Campioni

### Singolare
Jack Pinnington Jones ha sconfitto in finale  Kyle Edmund con il punteggio di 6–4, 7–6(1).

### Doppio
Scott Duncan /  James MacKinlay hanno sconfitto in finale  Charles Broom /  Mark Whitehouse con il punteggio di 7–5, 4–6, [20–18].